# LEON
LEON — 32-битное микропроцессорное ядро, созданное на базе архитектуры SPARC V8. Изначально разрабатывалось в Европейском центре космических исследований и технологий (ESTEC), подразделении Европейского космического агентства (ЕКА), затем компанией Gaisler Research. Оно написано на языке VHDL, код предоставлен в свободное использование по лицензии GNU General Public License для LEON3 и GNU Lesser General Public License для LEON1 и LEON2. Также возможно лицензирование под коммерческой лицензией. Ядро имеет много параметров конфигурации и может быть использовано для построения систем на кристалле как для коммерческих так и для некоммерческих применений.

## История
Проект LEON был начат в ЕКА в конце 1997 года для исследования и разработки высокопроизводительного процессора для использования в европейских космических проектах.
Задачей проекта было создание открытого, переносимого и непроприетарного процессора, который бы смог удовлетворить будущие потребности в вычислительной мощности, был бы совместим с существующим ПО и имел бы невысокую стоимость. При разработке учитывалось, что процессор может быть изготовлен по техпроцессу, устойчивому к одиночным событиям (Single event upset, SEU). Чтобы процессор продолжал работать после такого события, в него добавлено обнаружение и обработка ошибок. Процессор самостоятельно обнаруживает и исправляет однобитовую ошибку в любом регистре.
Семейство LEON включает:
- LEON1 (чип LEONExpress 0.25 мкм),
- LEON2 (VHDL, использовалось в AT697 от Atmel и различных СнК). LEON1 и LEON2 были разработаны в ЕКА. В апреле 2003 года LEON2 версии 1.0.9 был сертифицирован как соответствующий архитектуре SPARC v8. Процесс спонсировался ЕКА.[5]
- LEON3.
- LEON4. Релиз январь 2010. LEON3 и LEON4 разработало Gaisler Research (Aeroflex Gaisler) [6]
- LEON5. Находится в разработке, выпуск планируется в 2021 году

## Поддержка операционных систем реального времени
Операционные системы, поддерживающие LEON: RTLinux, eCos, RTEMS, Nucleus, ThreadX, VxWorks и LynxOS, Embox.